# Lista de montanhas do Liechtenstein

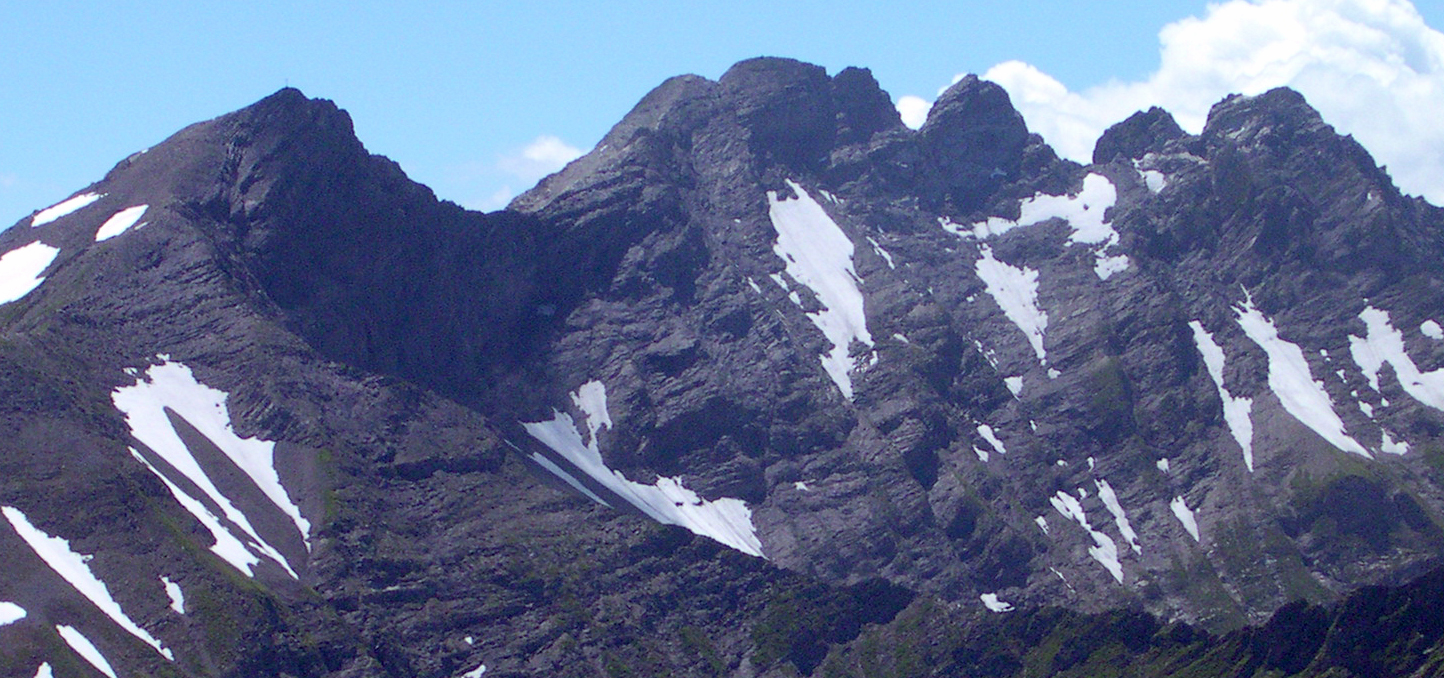
A cumeada na fronteira Liechtenstein-Suíça contém os picos Vorder e Hinter Grauspitz

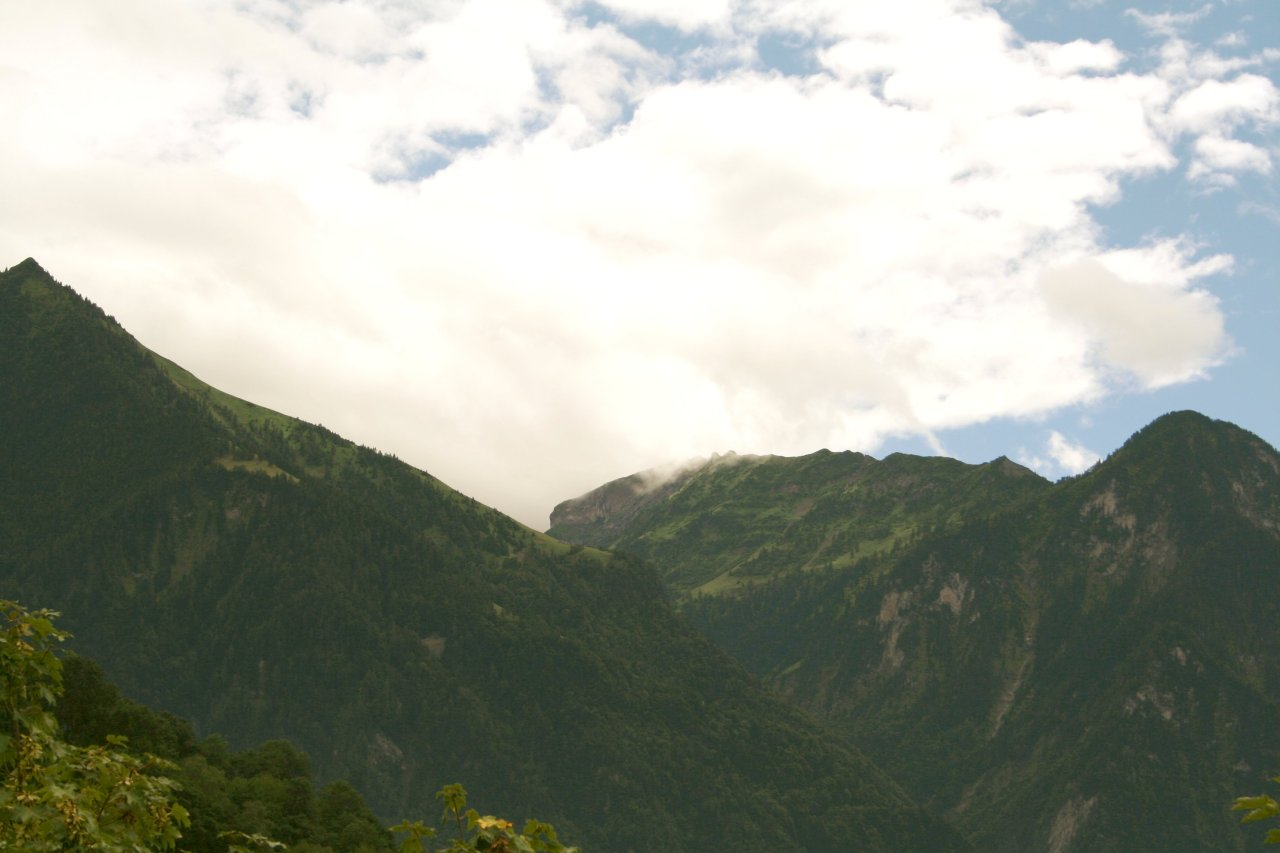
Koraspitz, Mazorakopf e Mittlerspitz (esq. para dir.)

Esta é uma lista de montanhas do Liechtenstein. Todas fazem parte da Cordilheira de Rätikon dos Alpes Orientais.
| Nome                           | Altitude                     | Coordenadas                       |
| ------------------------------ | ---------------------------- | --------------------------------- |
| Naafkopf                       | 2570 m                       | 47° 03′ 38,54″ N, 9° 36′ 25,75″ L |
| Hinter Grauspitz (Schwarzhorn) | 2574 m                       | 47° 03′ 17,4″ N, 9° 35′ 17″ L     |
| Grauspitz                      | 2599 m                       | 47° 03′ 10″ N, 9° 34′ 55″ L       |
| Falknis                        | 2560 m                       | 47° 03′ 01,9″ N, 9° 33′ 52,3″ L   |
| Falknishorn (Mazorakopf)       | 2451 m                       | 47° 02′ 54,52″ N, 9° 33′ 25,17″ L |
| Mittlerspitz                   | 1897 m                       | 47° 03′ 54″ N, 9° 32′ 23″ L       |
| Mittagspitz                    | 1857 m                       | 47° 04′ 09″ N, 9° 32′ 03″ L       |
| Koraspitz                      | 1927 m                       | 47° 04′ 45″ N, 9° 33′ 28″ L       |
| Langspitz                      | 2006 m                       | 47° 04′ 43,7″ N, 9° 33′ 43,1″ L   |
| Goldlochspitz                  | 2110 m                       | 47° 04′ 57″ N, 9° 34′ 02″ L       |
| Kulmi / Kolme                  | 1993 m                       | 47° 05′ 15″ N, 9° 34′ 20″ L       |
| Heubühl                        | 1936 m                       | 47° 05′ 46″ N, 9° 34′ 00,9″ L     |
| Plasteikopf                    | 2356 m                       | 47° 03′ 55″ N, 9° 34′ 38″ L       |
| Augstenberg                    | 2359 m                       | 47° 04′ 57″ N, 9° 36′ 36″ L       |
| Gamsgrat                       | 2201 m                       | 47° 06′ 38″ N, 9° 37′ 14″ L       |
| Ochsenkopf                     | 2286 m                       | 47° 06′ 53″ N, 9° 37′ 28″ L       |
| Scheienkopf                    | 2159 m (o cume é na Áustria) | 47° 07′ 43″ N, 9° 38′ 08″ L       |
| Stachlerkopf                   | 2071 m                       | 47° 07′ 18,6″ N, 9° 35′ 32,5″ L   |
| Schönberg                      | 2104 m                       | 47° 07′ 49,3″ N, 9° 35′ 34,6″ L   |
| Galinakopf                     | 2198 m                       | 47° 09′ 06″ N, 9° 37′ 14″ L       |
| Kuhgrat (Kuegrat)              | 2123 m                       | 47° 10′ 00″ N, 9° 34′ 00″ L       |
| Garsellakopf (Garsellikopf)    | 2105 m                       | 47° 10′ 13″ N, 9° 33′ 53″ L       |
| Drei Schwestern                | 2052 m                       | 47° 10′ 32″ N, 9° 34′ 22″ L       |
| Sarojahöhe (Saroja)            | 1659 m                       | 47° 11′ 27″ N, 9° 34′ 21″ L       |
| Gafleispitz                    | 2000 m                       | 47° 09′ 31″ N, 9° 33′ 17″ L       |
| Alpspitz                       | 1942 m                       | 47° 08′ 55″ N, 9° 33′ 14″ L       |
| Helwangspitz                   | 2000 m                       | 47° 08′ 55″ N, 9° 33′ 44″ L       |
| Gorfion                        | 2308 m                       | 47° 04′ 41″ N, 9° 37′ 07″ L       |
| Silberhorn / Hubel             | 2150 m                       | 47° 05′ 14,7″ N, 9° 36′ 20,1″ L   |
| Nospitz                        | 2091 m                       | 47° 05′ 35,3″ N, 9° 35′ 54,1″ L   |
| Rappenstein                    | 2221 m                       | 47° 04′ 35″ N, 9° 34′ 00″ L       |
| Rotspitz                       | 2127 m                       | 47° 03′ 30″ N, 9° 33′ 05″ L       |
| Würznerhorn                    | 1713 m                       | 47° 03′ 46″ N, 9° 31′ 52″ L       |
| Sattelköpfle                   | 1688 m                       | 47° 11′ 08,3″ N, 9° 34′ 23,7″ L   |
| Zigerbergkopf                  | 2051 m                       | 47° 09′ 04″ N, 9° 36′ 12″ L       |
| Kirchlespitz                   | 1929 m                       | 47° 06′ 11,7″ N, 9° 35′ 21″ L     |
| Spitz                          | 2186 m                       | 47° 05′ 12,3″ N, 9° 37′ 26,5″ L   |
| Maurerberg / Mauerer Berg      | 1378 m                       | 47° 12′ 18″ N, 9° 35′ 05″ L       |
| Rauher Berg                    | 2094 m                       | 47° 06′ 27″ N, 9° 37′ 42″ L       |
| Drei Kapuziner                 | 2084 m                       | 47° 07′ 27,9″ N, 9° 35′ 20″ L     |